# Missale Aboense

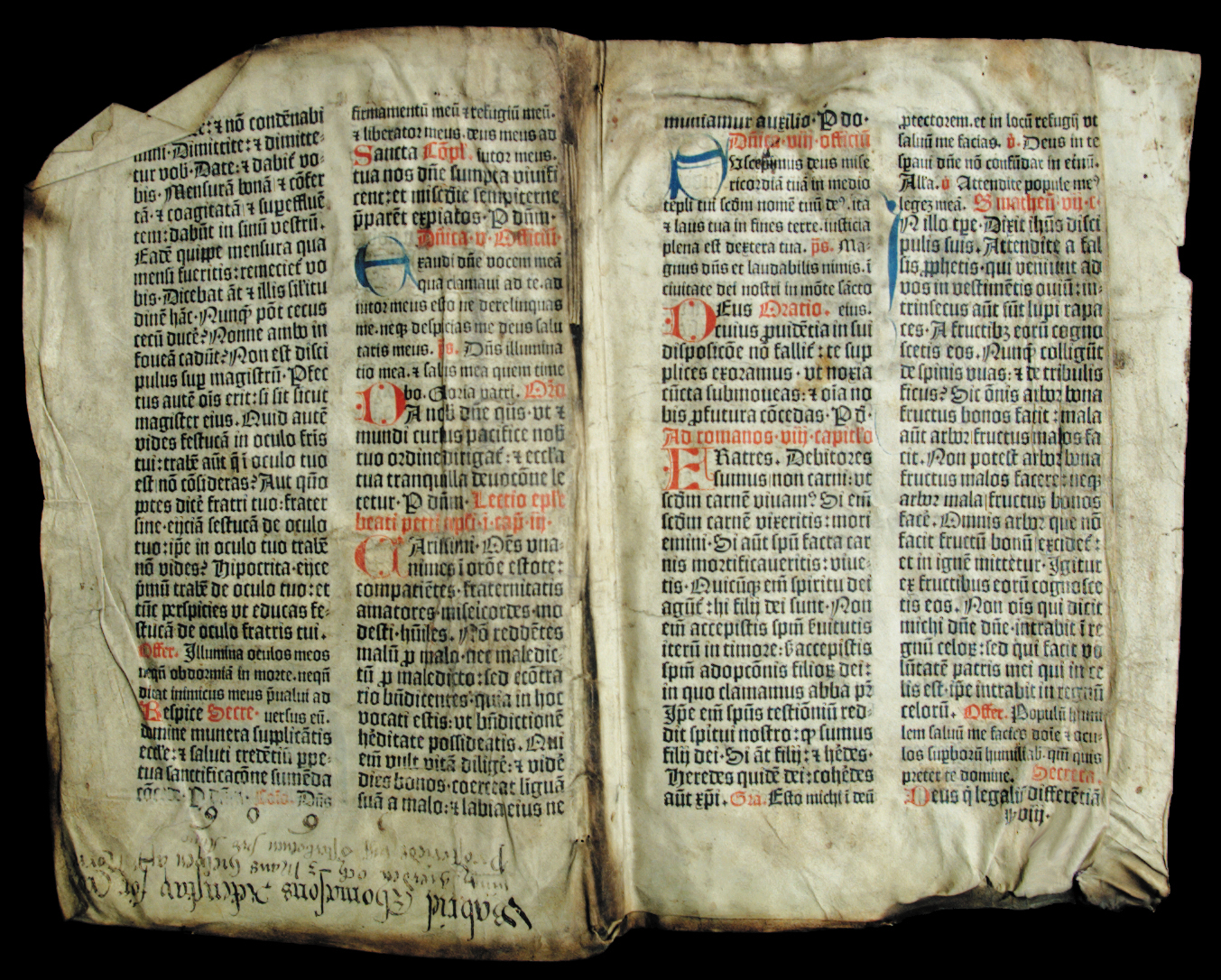
Missale Aboense

Das Missale Aboense („Messbuch von Turku“) war das erste für Finnland gedruckte Buch. Sie ist die einzige Inkunabel, also das einzige vor 1501 gedruckte Buch, der finnischen Literatur.
Das Missale wurde auf Bestellung des Bischofs von Turku, Konrad Bitz, im Jahr 1488 in der Druckerei des Bartholomäus Ghotan in Lübeck für den Gebrauch im Bistum gedruckt. Das von Bitz verfasste Vorwort ist auf den 17. August 1488 datiert. Das Buch ist in lateinischer Sprache auf Pergament und Papier gedruckt. Es umfasst 550 Seiten, die Auflage betrug einige Hundert.
Die Missale Aboense war seinem Namen entsprechend ein Messbuch, das sowohl allgemeine Messtexte (Ordinarium Missae und Proprium Missae), als auch Texte für die Messfeiern aller Heiligen des Kirchenjahres enthielt. Das Missale benutzte das dominikanische Messschema, da die dominikanische Liturgie um 1330 zur Liturgie des Bistums Turku bestimmt worden war. Das Bistum hatte seinerzeit nicht die Mittel, ein völlig eigenes Messbuch drucken zu lassen. Beim Druck wurde gespart, indem auf der dominikanischen Liturgie beruhende Messbücher zugleich zur Benutzung in anderen nordischen Ländern gedruckt wurden.
In dem Buch waren allerdings auch einige für Finnland gemachte Änderungen und Zusätze enthalten, unter anderen im Zusammenhang mit dem Schutzpatron des Bistums, Heinrich von Uppsala und anderen Heiligen.
Von dem Missale ist kein einziges Exemplar vollständig erhalten, es sind aber fünfzehn unvollständige Exemplare bekannt. Davon sind vier auf Pergament, die anderen auf Papier gedruckt. Von den Pergamentausgaben befinden sich zwei in Finnland (Helsinki und Jyväskylä) und je eines in der königlichen Bibliothek in Dänemark und in Stockholm. Aus den erhaltenen Seiten konnte das Werk im Ganzen rekonstruiert werden; Nachdrucke auf dieser Grundlage wurden 1971 und 1988 veröffentlicht.

## Digitalisate
- Digitalisat des Exemplars der Königlichen Bibliothek Stockholm
- Teildigitalisat des Exemplars in der Universitätsbibliothek der Universität Jyväskylä